# Frances Fyfield
Frances Fyfield, pseudonimo di Frances Hegarty (Derbyshire, 18 novembre 1948), è una scrittrice britannica di romanzi gialli.

## Biografia
Nata Frances Hegarty nel Derbyshire il 18 novembre 1948, vive e lavora a Londra e a Deal.
Ha ricevuto una prima educazione in un istituto monastico, quindi ha studiato inglese all'Università di Newcastle prima di passare al diritto penale. Ha quindi lavorato al Metropolitan Police Service prima di diventare avvocato criminale.
Il suo esordio nella narrativa è avvenuto nel 1988 con A Question of Guilt, primo capitolo della Serie Helen West al quale hanno fatto seguito numerosi romanzi gialli tradotti in 14 lingue e portati sul piccolo e grande schermo.
Tra i riconoscimenti ottenuti, si segnala il Duncan Lawrie Dagger ottenuto nel 2008 con il thriller Blood From Stone.

## Opere

### Serie Helen West
- A Question of Guilt (1988)
- La prova del fuoco (Trial by Fire, 1990), Padova, Meridiano Zero, 1999 traduzione di Vittorio Curtoni ISBN 88-8237-047-X.
- Sonno profondo (Deep Sleep, 1991), Milano, Il Giallo Mondadori N. 2298, 1993
- Giochi di ombre (Shadow Play, 1993), Milano, Il Giallo Mondadori N. 2362, 1994
- Un caso di coscienza (A Clear Conscience, 1994), Padova, Meridiano Zero, 1999 traduzione di Marisa Castino Bado ISBN 88-8237-015-1.
- Without Consent (1996)

### Serie Sarah Fortune
- Shadows on the Mirror (1989)
- Perfectly Pure and Good (1994)
- Staring at the Light (1999)
- Looking Down (2004)
- Safer Than Houses (2005)
- Cold to the Touch (2009)

### Altri romanzi
- Blind Date (1998)
- Undercurrents (2000)
- The Nature of the Beast (2001)
- Seeking Sanctuary (2003)
- The Art of Drowning (2006)
- Blood From Stone (2008)

### Romanzi firmati Frances Hegarty
- The Playroom (1991)
- Half Light (1992)
- Let's Dance (1996)

## Filmografia
- A Question of Guilt (1993) regia di Stuart Orme (soggetto)
- The Blind Date (2000) regia di Nigel Douglas (soggetto)
- Trial by Fire (1999) regia di Patrick Lau (soggetto)
- Helen West (2002) Serie TV (soggetto)

## Alcuni riconoscimenti
- Silver Dagger: 1991 per Sonno profondo
- Grand prix de littérature policière: 1998 per Giochi di ombre
- Gold Dagger: 2008 per Blood From Stone